# Re di Cartagine
La seguente lista di re di Cartagine è trasmessa dagli storici greci.

## Questione
Cartagine era governata da suffeti mentre in precedenza, fino al VII secolo a.C., era soggetta alla dipendenza da Tiro.
I primi suffeti erano di potere regio, come Malco (in fenicio letteralmente «re»), fino al V secolo a.C., quando vennero istituiti due suffeti con carica a vita.
Dal III secolo a.C. i suffeti prendono carica annuale, e vengono sostituiti da nuovi o da loro stessi.
Gli storici greci si riferiscono ai suffeti cartaginesi come "re".

## I Lista (IX secolo - VI secolo a.C.)
| Re                | Carica         | Carica         | Note |
| Re                | Inizio         | Fine           | Note |
| ----------------- | -------------- | -------------- | --- |
| Didone (o Elissa) | IX secolo a.C. | IX secolo a.C. | |
| ?                 |                |                | |
| Annone I          | 580 a.C.       | 556 a.C.       | Fu deposto da un colpo di Stato guidato da Malco.                                                                          |
| Malco             | 556 a.C.       | 550 a.C.       | Organizzò una spedizione in Sardegna e venne cacciato dai Sardi locali. Ritornò in patria e venne giustiziato nel 550 a.C. |

## Magonidi (550 a.C. - 340 a.C.)
| Re          | Carica   | Carica   | Note |
| Re          | Inizio   | Fine     | Note |
| ----------- | -------- | -------- | --- |
| Magone I    | 550 a.C. | 530 a.C. | Riorganizzò l'esercito e da generale divenne re. |
| Asdrubale I | 530 a.C. | 510 a.C. | Figlio maggiore di Magone, fu ucciso in Sardegna dai Sardi locali. |
| Amilcare I  | 510 a.C. | 480 a.C. | Fratello di Asdrubale. Dopo la morte di Amilcare I, il re perse la maggior parte del proprio potere a favore del consiglio aristocratico degli anziani. |
| Annone II   | 480 a.C. | 440 a.C. | Figlio di Amilcare I. |
| Imilcone I  | 460 a.C. | 410 a.C. | Fratello di Annone II. |
| Annibale I  | 440 a.C. | 406 a.C. | Suffeta, nipote di Amilcare I. Sbarcò a Mozia dove assediò Selinunte e Imera per poi ritornare a Cartagine. A seguito dell'arrivo di Ermocrate che assediò le città fenicie, Annibale ritornò in Sicilia per riprendere la posizione e dichiarò guerra a Selinunte e Acragas.                                         |
| Imilcone II | 406 a.C. | 396 a.C. | Firmò una pace con Siracusa e Selinunte che sanciva la permanenza delle colonie fenicie in Sicilia e l'elezione di Dionisio a tiranno. Perse contro Siracusa a causa dell'assedio di Mozia e dopo aver perso uomini per una epidemia ritornò a Cartagine dove si lasciò morire di fame nel 396 a.C. per la sconfitta. |
| Magone II   | 396 a.C. | 374 a.C. | Nipote di Imilcone II. |
| Magone III  | 375 a.C. | 344 a.C. | |
| Annone III  | 344 a.C. | 340 a.C. | |

## Annoni (340 a.C. - 308 a.C.)
| Re               | Carica   | Carica   | Note                                                                      |
| Re               | Inizio   | Fine     | Note                                                                      |
| ---------------- | -------- | -------- | ------------------------------------------------------------------------- |
| Annone il Grande | 340 a.C. | 337 a.C. |                                                                           |
| Giscone          | 337 a.C. | 330 a.C. |                                                                           |
| Amilcare II      | 330 a.C. | 309 a.C. |                                                                           |
| Bomilcare        | 309 a.C. | 308 a.C. | Proclamatosi tiranno nel 309 a.C., fu ucciso dai cartaginesi nel 308 a.C. |